# الهروب من تاركوف

لقطة شاشة للعبة في مرحلة ماقبل الألفا

الهروب من تاركوف (بالإنجليزية: Escape from Tarkov)‏ هي لعبة فيديو تصويب منظور الشخص الأول والثالث، صدرت في سنة 4 أغسطس 2016. متوفرة على أنظمة مايكروسوفت ويندوز وغِنو/لينكس وماك أو أس، اللعبة من تطوير استديو باتل ستيت، بعض مطوريه قد عملوا على تطوير ألعاب مثل S.T.A.L.K.E.R.  و داي زي.

## القصة
تدور أحداثها في المنطقة الخيالية نورفينسك، حيث تقع نورفينسك على ثغر بين أوروبا وروسيا.

## وصلات خارجية
- الهروب من تاركوف على موقع IMDb (الإنجليزية)
- الموقع الرسمي